# Karlsruher Sport-Club Mühlburg-Phönix 2012-2013
Questa voce raccoglie le informazioni riguardanti il Karlsruher Sport-Club Mühlburg-Phönix nelle competizioni ufficiali della stagione 2012-2013.

## Stagione
Nella stagione 2012-2013 il Karlsruhe, allenato da Markus Kauczinski, concluse il campionato di 3. Liga al 1º posto e fu promosso in 2. Bundesliga. In Coppa di Germania il Karlsruhe fu eliminato agli ottavi di finale dal Friburgo.

## Rosa
| N. |                     | Ruolo | Calciatore         |
| -- | ------------------- | ----- | ------------------ |
| 1  | Germania (bandiera) | P     | Dirk Orlishausen   |
| 2  | Germania (bandiera) | D     | Philipp Klingmann  |
| 3  | Giamaica (bandiera) | D     | Daniel Gordon      |
| 4  | Germania (bandiera) | D     | Martin Stoll       |
| 5  | Germania (bandiera) | D     | Dennis Kempe       |
| 6  | Germania (bandiera) | D     | Jan Mauersberger   |
| 7  | Germania (bandiera) | A     | Patrick Dulleck    |
| 8  | Germania (bandiera) | C     | Manuel Bölstler    |
| 9  | Germania (bandiera) | A     | Simon Brandstetter |
| 10 | Turchia (bandiera)  | C     | Selçuk Alibaz      |
| 10 | Turchia (bandiera)  | C     | Hakan Çalhanoğlu   |
| 11 | Italia (bandiera)   | A     | Elia Soriano       |
| 13 | Germania (bandiera) | C     | Dominic Peitz      |
| 14 | Germania (bandiera) | P     | Mathias Moritz     |
| 17 | Germania (bandiera) | A     | Rouwen Hennings    |
| 18 | Germania (bandiera) | C     | Steffen Haas       |

| N. |                        | Ruolo | Calciatore          |
| -- | ---------------------- | ----- | ------------------- |
| 19 | Nigeria (bandiera)     | D     | Kevin Akpoguma      |
| 21 | Francia (bandiera)     | C     | Gaëtan Krebs        |
| 22 | Germania (bandiera)    | P     | Maximilian Reule    |
| 22 | Germania (bandiera)    | D     | Sebastian Schiek    |
| 23 | Germania (bandiera)    | C     | Timo Kern           |
| 24 | Algeria (bandiera)     | A     | Karim Benyamina     |
| 25 | Germania (bandiera)    | C     | Danny Blum          |
| 26 | Germania (bandiera)    | C     | Silvano Varnhagen   |
| 28 | Paesi Bassi (bandiera) | A     | Koen van der Biezen |
| 30 | Germania (bandiera)    | C     | Mirko Schuster      |
| 31 | Germania (bandiera)    | D     | Kai Schwertfeger    |
| 32 | Germania (bandiera)    | P     | Timon Wellenreuther |
| 33 | Germania (bandiera)    | C     | Michael Reith       |
| 34 | Stati Uniti (bandiera) | D     | Parker Walsh        |
|    | Filippine (bandiera)   | D     | Dennis Cagara       |

## Organigramma societario
Area tecnica
- Allenatore: Markus Kauczinski
- Allenatore in seconda: Argirios Giannikīs
- Preparatore dei portieri: Kai Rabe
- Preparatori atletici:

## Calciomercato

### Sessione estiva
| Acquisti | Acquisti            | Acquisti                 | Acquisti |
| R.       | Nome                | da                       | Modalità |
| -------- | ------------------- | ------------------------ | -------- |
| C        | Dominic Peitz       | Augusta II               |          |
| A        | Koen van der Biezen | KS Cracovia              |          |
| D        | Kevin Akpoguma      | Karlsruhe U17            |          |
| C        | Selçuk Alibaz       | Jahn Ratisbona           |          |
| A        | Karim Benyamina     | FSV Francoforte          |          |
| C        | Danny Blum          | Sandhausen               |          |
| C        | Manuel Bölstler     | Hapoel Kfar Saba         |          |
| A        | Simon Brandstetter  | Friburgo                 |          |
| D        | Dennis Cagara       | FSV Francoforte          |          |
| A        | Patrick Dulleck     | Karlsruhe II             |          |
| D        | Daniel Gordon       | FSV Francoforte          |          |
| A        | Rouwen Hennings     | Osnabrück                |          |
| D        | Philipp Klingmann   | Hoffenheim II            |          |
| D        | Jan Mauersberger    | Osnabrück                |          |
| A        | Christoph Sauter    | Aalen                    |          |
| A        | Elia Soriano        | Eintracht Francoforte II |          |
| D        | Martin Stoll        | Dinamo Dresda            |          |
| C        | Silvano Varnhagen   | Karlsruhe U19            |          |

| Cessioni | Cessioni            | Cessioni           | Cessioni |
| R.       | Nome                | a                  | Modalità |
| -------- | ------------------- | ------------------ | -------- |
| D        | Giuseppe Aquaro     | Panaitōlikos       |          |
| A        | Delron Buckley      | Durban City        |          |
| A        | Andrei Cristea      | Dinamo Bucarest    |          |
| C        | Matthias Cuntz      | Altach             |          |
| C        | Boubacar Fofana     | Gondomar SC        |          |
| C        | Pascal Groß         | Ingolstadt 04      |          |
| A        | Aleksandre Iashvili | Bochum             |          |
| D        | Patrick Milchraum   | FC Zestafoni       |          |
| D        | Stefan Müller       | Hessen Kassel      |          |
| A        | Louis Ngwat-Mahop   | Altach             |          |
| C        | Marcus Piossek      | Osnabrück          |          |
| D        | Ionuţ Rada          | CFR Cluj           |          |
| C        | Ole Schröder        | Spielberg          |          |
| D        | Bakary Soumaré      | Philadelphia Union |          |
| D        | Thorben Stadler     | Kickers Stoccarda  |          |
| C        | Timo Staffeldt      | Osnabrück          |          |
| A        | Marco Terrazzino    | Friburgo           |          |
| C        | Makhtar Thioune     | Molde              |          |
| A        | Simon Zoller        | Osnabrück          |          |

### Sessione invernale
| Acquisti | Acquisti         | Acquisti             | Acquisti |
| R.       | Nome             | da                   | Modalità |
| -------- | ---------------- | -------------------- | -------- |
| D        | Kai Schwertfeger | Alemannia Aquisgrana |          |

| Cessioni | Cessioni         | Cessioni       | Cessioni |
| R.       | Nome             | a              | Modalità |
| -------- | ---------------- | -------------- | -------- |
| A        | Christoph Sauter | Wormatia Worms |          |

## Risultati

### 3. Liga

#### Girone di andata
| Arbitro: | Stieler |

|                            |           |                     |
| Schnatterer 80’ Malura 90’ | Marcatori | 13’, 25’ Çalhanoğlu |

| Karlsruhe 28 luglio 2012, ore 14:00 CEST 2ª giornata | Karlsruhe  | 0 – 0 referto | Hallescher | Wildparkstadion (13 739 spett.)\| Arbitro: \| Willenborg \| |
| Arbitro:                                             | Willenborg |               |            |                                                             |

| Arbitro: | Aarnink |

|                        |           |  |
| Rathgeb 3’ Hemlein 29’ | Marcatori |  |

| Arbitro: | Stegemann |

|                |           |            |
| Çalhanoğlu 26’ | Marcatori | 48’ Zoller |

| Arbitro: | Dietz |

|          |           |  |
| Klos 33’ | Marcatori |  |

| Karlsruhe 25 agosto 2012, ore 14:00 CEST 6ª giornata | Karlsruhe | 0 – 0 referto | Alemannia Aquisgrana | Wildparkstadion (11 436 spett.)\| Arbitro: \| Siebert \| |
| Arbitro:                                             | Siebert   |               |                      |                                                          |

| Arbitro: | Valentin |

|  |           |                                      |
|  | Marcatori | 52’ Hennings 55’, 62’ van der Biezen |

| Arbitro: | Winkmann |

|                                            |           |  |
| Gordon 59’ Hennings 64’ van der Biezen 78’ | Marcatori |  |

| Arbitro: | Weiner |

|                  |           |                |
| Mehic 58’ (rig.) | Marcatori | 77’ Çalhanoğlu |

| Arbitro: | Rohde |

|              |           |                          |
| Hennings 33’ | Marcatori | 25’ Eberlein 78’ Senesie |

| Arbitro: | Storks |

|                                      |           |  |
| van der Biezen 47’, 90’ Hennings 82’ | Marcatori |  |

| Arbitro: | Christ |

|  |           |                          |
|  | Marcatori | 35’ Klingmann 70’ Alibaz |

| Karlsruhe 6 ottobre 2012, ore 14:00 CEST 13ª giornata | Karlsruhe | 0 – 0 referto | Unterhaching | Wildparkstadion (9 769 spett.)\| Arbitro: \| Schriever \| |
| Arbitro:                                              | Schriever |               |              |                                                           |

| Potsdam 20 ottobre 2012, ore 14:00 CEST 14ª giornata | Babelsberg | 0 – 0 referto | Karlsruhe | Stadio Karl Liebknecht (4 357 spett.)\| Arbitro: \| Jablonski \| |
| Arbitro:                                             | Jablonski  |               |           |                                                                  |

| Arbitro: | Brych |

|                             |           |            |
| Hennings 15’ Çalhanoğlu 78’ | Marcatori | 52’ Taylor |

| Arbitro: | Winkmann |

|                 |           |                       |
| Fink 26’ (rig.) | Marcatori | 16’ Hennings 24’ Haas |

| Arbitro: | Kempter |

|                               |           |  |
| Hennings 73’ Latza 76’ (aut.) | Marcatori |  |

| Arbitro: | Welz |

|  |           |                                        |
|  | Marcatori | 53’ Mauersberger 78’ Kempe 84’ Soriano |

| Arbitro: | Schmickartz |

|                                                            |           |  |
| Mauersberger 7’ Gordon 50’ van der Biezen 59’ Hennings 68’ | Marcatori |  |

#### Girone di ritorno
| Arbitro: | Rohde |

|                                                                           |           |                                          |
| van der Biezen 22’, 48’ Mauersberger 59’ Çalhanoğlu 70’ (rig.) Alibaz 78’ | Marcatori | 10’ Titsch-Rivero 55’ (rig.) Schnatterer |

| Arbitro: | Gagelmann |

|  |           |                                   |
|  | Marcatori | 12’ Çalhanoğlu 55’ van der Biezen |

| Arbitro: | Dietz |

|                                      |           |                    |
| van der Biezen 3’ Peitz 50’ Blum 90’ | Marcatori | 11’ (rig.) Rathgeb |

| Arbitro: | Winkmann |

|                     |           |                                         |
| Manno 62’ Pisot 84’ | Marcatori | 30’ (rig.), 35’ Çalhanoğlu 54’ Akpoguma |

| Karlsruhe 2 febbraio 2013, ore 14:00 CET 24ª giornata | Karlsruhe | 0 – 0 referto | Arminia Bielefeld | Wildparkstadion (11 460 spett.)\| Arbitro: \| Welz \| |
| Arbitro:                                              | Welz      |               |                   |                                                       |

| Arbitro: | Steinhaus-Webb |

|  |           |                                                                     |
|  | Marcatori | 36’ Hennings 50’ van der Biezen 53’ (rig.) Çalhanoğlu 57’ Varnhagen |

| Arbitro: | Giese |

|                      |           |  |
| Çalhanoğlu 2’ (rig.) | Marcatori |  |

| Saarbrücken 23 febbraio 2013, ore 14:00 CET 27ª giornata | Saarbrücken | 0 – 0 referto | Karlsruhe | Ludwigsparkstadion (5 130 spett.)\| Arbitro: \| Siewer \| |
| Arbitro:                                                 | Siewer      |               |           |                                                           |

| Arbitro: | Dankert |

|                               |           |              |
| van der Biezen 37’ Alibaz 71’ | Marcatori | 74’ Feldhahn |

| Arbitro: | Wingenbach |

|              |           |                                  |
| Mokhtari 21’ | Marcatori | 10’ (rig.) Çalhanoğlu 14’ Alibaz |

| Arbitro: | Siewer |

|  |           |           |
|  | Marcatori | 26’ Krebs |

| Arbitro: | Aarnink |

|                                                           |           |  |
| Çalhanoğlu 31’ (rig.) van der Biezen 38’ Mauersberger 81’ | Marcatori |  |

| Arbitro: | Dittrich |

|                    |           |                  |
| Yılmaz 5’ Moll 88’ | Marcatori | 90’ Mauersberger |

| Arbitro: | Hartmann |

|                       |           |             |
| Peitz 36’ Dulleck 84’ | Marcatori | 79’ Kreuels |

| Arbitro: | Stegemann |

|                |           |           |
| Taylor 7’, 61’ | Marcatori | 74’ Krebs |

| Arbitro: | Meyer |

|                                                    |           |               |
| van der Biezen 38’, 63’ Çalhanoğlu 43’ (rig.), 66’ | Marcatori | 62’ Wachsmuth |

| Arbitro: | Brych |

|  |           |                |
|  | Marcatori | 89’ Çalhanoğlu |

| Arbitro: | Siewer |

|           |           |          |
| Kempe 74’ | Marcatori | 18’ Plat |

| Arbitro: | Alt |

|                           |           |                                             |
| Vunguidica 84’ Bieler 86’ | Marcatori | 13’ Kempe 18’ Peitz 21’ Çalhanoğlu 72’ Kern |

### Coppa di Germania
| Arbitro: | Dankert |

|                                                     |           |                      |
| van der Biezen 31’ Alibaz 58’ Stoll 78’ Soriano 86’ | Marcatori | 23’ Berg 45’ Beister |

| Arbitro: | Stieler |

|           |           |  |
| Kempe 88’ | Marcatori |  |

| Arbitro: | Drees |

|  |           |           |
|  | Marcatori | 2’ Schmid |

## Statistiche

### Statistiche di squadra
| Competizione      | Punti | In casa | In casa | In casa | In casa | In casa | In casa | In trasferta | In trasferta | In trasferta | In trasferta | In trasferta | In trasferta | Totale | Totale | Totale | Totale | Totale | Totale | DR  |
| Competizione      | Punti | G       | V       | N       | P       | Gf      | Gs      | G            | V            | N            | P            | Gf           | Gs           | G      | V      | N      | P      | Gf     | Gs     | DR  |
| ----------------- | ----- | ------- | ------- | ------- | ------- | ------- | ------- | ------------ | ------------ | ------------ | ------------ | ------------ | ------------ | ------ | ------ | ------ | ------ | ------ | ------ | --- |
| 3. Liga           | 79    | 19      | 12      | 6       | 1       | 37      | 11      | 19           | 11           | 4            | 4            | 32           | 16           | 38     | 23     | 10     | 5      | 69     | 27     | +42 |
| Coppa di Germania | -     | 3       | 2       | 0       | 1       | 5       | 3       | 0            | 0            | 0            | 0            | 0            | 0            | 3      | 2      | 0      | 1      | 5      | 3      | +2  |
| Totale            | 79    | 22      | 14      | 6       | 2       | 42      | 14      | 19           | 11           | 4            | 4            | 32           | 16           | 41     | 25     | 10     | 6      | 74     | 30     | +44 |

### Andamento in campionato
| Giornata  | 1 | 2  | 3  | 4  | 5  | 6  | 7  | 8  | 9  | 10 | 11 | 12 | 13 | 14 | 15 | 16 | 17 | 18 | 19 | 20 | 21 | 22 | 23 | 24 | 25 | 26 | 27 | 28 | 29 | 30 | 31 | 32 | 33 | 34 | 35 | 36 | 37 | 38 |
| --------- | - | -- | -- | -- | -- | -- | -- | -- | -- | -- | -- | -- | -- | -- | -- | -- | -- | -- | -- | -- | -- | -- | -- | -- | -- | -- | -- | -- | -- | -- | -- | -- | -- | -- | -- | -- | -- | -- |
| Luogo     | T | C  | T  | C  | T  | C  | T  | C  | T  | C  | C  | T  | C  | T  | C  | T  | C  | T  | C  | C  | T  | C  | T  | C  | T  | C  | T  | C  | T  | T  | C  | T  | C  | T  | C  | T  | C  | T  |
| Risultato | N | N  | P  | N  | P  | N  | V  | V  | N  | P  | V  | V  | N  | N  | V  | V  | V  | V  | V  | V  | V  | V  | V  | N  | V  | V  | N  | V  | V  | V  | V  | P  | V  | P  | V  | V  | N  | V  |
| Posizione | 8 | 12 | 15 | 16 | 18 | 18 | 13 | 10 | 11 | 13 | 9  | 8  | 9  | 10 | 8  | 6  | 5  | 5  | 5  | 3  | 2  | 2  | 2  | 1  | 1  | 1  | 2  | 1  | 1  | 1  | 1  | 1  | 1  | 1  | 1  | 1  | 1  | 1  |

Legenda:

Luogo: C = Casa; T = Trasferta. Risultato: V = Vittoria; N = Pareggio; P = Sconfitta.

### Statistiche dei giocatori
!! colspan="4" | Totale

| Giocatore         | 3. Liga  | 3. Liga | 3. Liga     | 3. Liga    | Coppa di Germania K. Akpoguma | Coppa di Germania K. Akpoguma | Coppa di Germania K. Akpoguma | Coppa di Germania K. Akpoguma | 8        | 1    | 1           | 0          | 0 | 0 | 0 | 0 | 8 | 1 | 1 | 0 |
| Giocatore         | Presenze | Reti    | Ammonizioni | Espulsioni | Presenze                      | Reti                          | Ammonizioni                   | Espulsioni                    | Presenze | Reti | Ammonizioni | Espulsioni |   |   |   |   |   |   |   |   |
| S. Alibaz         | 34       | 4       | 4           | 0          | 3                             | 1                             | 0                             | 0                             | 37       | 5    | 4           | 0          |   |   |   |   |   |   |   |   |
| K. Benyamina      | 13       | 0       | 0           | 0          | 0                             | 0                             | 0                             | 0                             | 13       | 0    | 0           | 0          |   |   |   |   |   |   |   |   |
| D. Blum           | 18       | 1       | 0           | 1          | 3                             | 0                             | 0                             | 0                             | 21       | 1    | 0           | 1          |   |   |   |   |   |   |   |   |
| S. Brandstetter   | 6        | 0       | 0           | 0          | 0                             | 0                             | 0                             | 0                             | 6        | 0    | 0           | 0          |   |   |   |   |   |   |   |   |
| M. Bölstler       | 0        | 0       | 0           | 0          | 0                             | 0                             | 0                             | 0                             | 0        | 0    | 0           | 0          |   |   |   |   |   |   |   |   |
| D. Cagara         | 2        | 0       | 1           | 0          | 0                             | 0                             | 0                             | 0                             | 2        | 0    | 1           | 0          |   |   |   |   |   |   |   |   |
| P. Dulleck        | 19       | 1       | 2           | 0          | 0                             | 0                             | 0                             | 0                             | 19       | 1    | 2           | 0          |   |   |   |   |   |   |   |   |
| D. Gordon         | 27       | 2       | 4           | 1          | 3                             | 0                             | 1                             | 0                             | 30       | 2    | 5           | 1          |   |   |   |   |   |   |   |   |
| S. Haas           | 21       | 1       | 7           | 0          | 2                             | 0                             | 0                             | 0                             | 23       | 1    | 7           | 0          |   |   |   |   |   |   |   |   |
| R. Hennings       | 35       | 9       | 6           | 0          | 3                             | 0                             | 1                             | 0                             | 38       | 9    | 7           | 0          |   |   |   |   |   |   |   |   |
| D. Kempe          | 23       | 3       | 7           | 0          | 3                             | 1                             | 2                             | 0                             | 26       | 4    | 9           | 0          |   |   |   |   |   |   |   |   |
| T. Kern           | 13       | 1       | 0           | 0          | 0                             | 0                             | 0                             | 0                             | 13       | 1    | 0           | 0          |   |   |   |   |   |   |   |   |
| P. Klingmann      | 37       | 1       | 3           | 0          | 3                             | 0                             | 0                             | 0                             | 40       | 1    | 3           | 0          |   |   |   |   |   |   |   |   |
| G. Krebs          | 25       | 2       | 0           | 0          | 2                             | 0                             | 0                             | 0                             | 27       | 2    | 0           | 0          |   |   |   |   |   |   |   |   |
| J. Mauersberger   | 38       | 5       | 1           | 0          | 2                             | 0                             | 0                             | 0                             | 40       | 5    | 1           | 0          |   |   |   |   |   |   |   |   |
| M. Moritz         | 2        | 0       | 0           | 0          | 0                             | 0                             | 0                             | 0                             | 2        | 0    | 0           | 0          |   |   |   |   |   |   |   |   |
| D. Orlishausen    | 36       | 0       | 1           | 0          | 3                             | 0                             | 0                             | 0                             | 39       | 0    | 1           | 0          |   |   |   |   |   |   |   |   |
| D. Peitz          | 27       | 3       | 9           | 0          | 2                             | 0                             | 1                             | 0                             | 29       | 3    | 10          | 0          |   |   |   |   |   |   |   |   |
| M. Reith          | 0        | 0       | 0           | 0          | 0                             | 0                             | 0                             | 0                             | 0        | 0    | 0           | 0          |   |   |   |   |   |   |   |   |
| M. Reule          | 0        | 0       | 0           | 0          | 0                             | 0                             | 0                             | 0                             | 0        | 0    | 0           | 0          |   |   |   |   |   |   |   |   |
| C. Sauter         | 2        | 0       | 0           | 0          | 0                             | 0                             | 0                             | 0                             | 2        | 0    | 0           | 0          |   |   |   |   |   |   |   |   |
| S. Schiek         | 12       | 0       | 1           | 0          | 0                             | 0                             | 0                             | 0                             | 12       | 0    | 1           | 0          |   |   |   |   |   |   |   |   |
| M. Schuster       | 0        | 0       | 0           | 0          | 0                             | 0                             | 0                             | 0                             | 0        | 0    | 0           | 0          |   |   |   |   |   |   |   |   |
| K. Schwertfeger   | 9        | 0       | 0           | 0          | 0                             | 0                             | 0                             | 0                             | 9        | 0    | 0           | 0          |   |   |   |   |   |   |   |   |
| E. Soriano        | 13       | 1       | 1           | 0          | 1                             | 1                             | 0                             | 0                             | 14       | 2    | 1           | 0          |   |   |   |   |   |   |   |   |
| M. Stoll          | 12       | 0       | 0           | 1          | 1                             | 1                             | 0                             | 0                             | 13       | 1    | 0           | 1          |   |   |   |   |   |   |   |   |
| S. Varnhagen      | 25       | 1       | 3           | 0          | 3                             | 0                             | 1                             | 0                             | 28       | 1    | 4           | 0          |   |   |   |   |   |   |   |   |
| P. Walsh          | 0        | 0       | 0           | 0          | 0                             | 0                             | 0                             | 0                             | 0        | 0    | 0           | 0          |   |   |   |   |   |   |   |   |
| T. Wellenreuther  | 0        | 0       | 0           | 0          | 0                             | 0                             | 0                             | 0                             | 0        | 0    | 0           | 0          |   |   |   |   |   |   |   |   |
| K. van der Biezen | 34       | 15      | 5           | 0          | 3                             | 1                             | 0                             | 0                             | 37       | 16   | 5           | 0          |   |   |   |   |   |   |   |   |
| H. Çalhanoğlu     | 36       | 17      | 2           | 0          | 3                             | 0                             | 1                             | 0                             | 39       | 17   | 3           | 0          |   |   |   |   |   |   |   |   |